# Ahilova peta
Ahilova peta (grč. Αχίλλειος πτέρνα) je termin koji se koristi da označi nečiju slabost, slabu tačku, stranu ili manu.

## Poreklo izraza
Ahil je bio ratnik, najveći junak iz grčke i rimske mitologije. Njegovi roditelji su bili smrtni kralj Pelej i boginja Tetida, a u mladosti ga je obrazovao mudri kentaur (pola konj pola čovek) po imenu Hiron.
Ahilova majka Tetida, još kad je bio sasvim mali, pokušala je da ga učini neranjivim tako što ga je uronila u vodu reke Stiksa, koja deli svet mrtvih od sveta živih, ali je tom prilikom morala da ga drži za petu, pa je ona ostala jedino ranjivo mesto na njegovom telu.
Sa Ahilom su mnogi antički mladići pokušavali da se poistovete, uključujući i Aleksandra Makedonskog. Ahila su svuda ranjavali strelama, ali je on bio neranjiv, kada bi ga neko pogodio, samo bi izvadio strelu i rana bi mu zarasla. Po izbijanju Trojanskog rata, Ahil je mogao da izabere jednu od dve sudbine: da hrabro umre i postane slavan ili da proživi srećan i dug život, ali bez slave. Protiv volje svojih roditelja odlučio se za kratak, ali slavan život.
U Homerovom epu Ilijadi Ahil se najpre naljutio na grčkog vojskovođu Agamemnona, koji ga je uvredio, pa je onda Ahil prestao da se bori, zbog čega su Grci zamalo izgubili rat. Takođe se naljutio na trojanskog kralja Hektora, koji mu je ubio najboljeg prijatelja Patrokla. Međutim, Agamemnon se kasnije izvinio, pa se Ahil vratio u borbu, dok je Hektora ubio u borbi, posle čega je Trojanski rat bio praktično rešen. Pred kraj rata, trojanski junak Paris je odapeo otrovnu strelu, pogodio Ahila u petu i na taj način ga ubio.
Od tada se izraz „Ahilova peta“ upotrebljava da označi nečiju jedinu, veliku i obično kobnu slabost. Svako ima svoju Аhilovu petu.